# Villa Richard Müller
Die Villa Richard Müller ist ein denkmalgeschütztes großbürgerliches Wohnhaus in Oerlinghausen im Kreis Lippe, Nordrhein-Westfalen, Detmolder Straße 20. Das Haus ist mit der Nummer 6 als Baudenkmal in die städtische Denkmalliste eingetragen.

## Geschichte und Architektur
Die repräsentative Villa wurde von 1913 bis 1914 von dem Architekten Hermann A. E. Kopf in neuklassizistisch geprägter Reformarchitektur für den Textilfabrikanten Richard Müller errichtet. Der Putzbau unter einem Walmdach ist durch Lisenen mit farbigem Glasmosaik gegliedert. Der dreiachsig vorschwingende Balkonerker steht zentral vor dem Gebäude. Die Innenräume mit aufwendigen Wand- und Deckenverkleidungen sind individuell gestaltet. Sie entstanden unter dem Eindruck der Arts-and Crafts-Bewegung und dem Einfluss der Landhausarchitektur.